# Аялизимахи
Аялизимахи (дарг. ГӀяялизимахьи) — село в Сергокалинском районе Дагестана.
Образует сельское поселение село Аялизимахи как единственный населённый пункт в его составе. Центр сельсовета с 1992 года.

## География
Село расположено в 10 км к юго-востоку от районного центра — села Сергокала.

## Население
| 1895 | 1926 | 1939 | 1970 | 1989 | 2002 | 2010 |
| ---- | ---- | ---- | ---- | ---- | ---- | ---- |
| 399  | ↘283 | ↗372 | ↗461 | ↘454 | ↗834 | ↘702 |
| 2012 | 2013 | 2014 | 2015 | 2016 | 2017 | 2018 |
| ↗714 | ↘703 | ↘699 | ↘696 | ↘691 | ↘690 | ↘681 |
| 2019 | 2020 | 2021 | 2023 | 2024 | 2025 |      |
| ↘677 | ↘676 | ↘433 | ↘429 | ↘426 | ↘421 |      |

## История
Путешествуя по Даргинскому округу в 1870-х годах, русский исследователь Владимир Вилльер де Лиль-Адам посетил Аялизимахи. В своих записках он описывал село таким образом:
Между дикими, голыми скалами Горнаго Дагестана и Прикаспійскою равниною тянутся узкою полосою лѣеистые холмы, прелесть которыхъ еще возвышается дикостью ближайшихъ окрестностей. Между этими холмами лежить на довольно крутомъ склонѣ каменистой горы, обращенномъ къ юго-востоку, деревня АяЛизила-махи; дома, расположенные террасами, стоятъ большею частію по-одиночкѣ, возвышаясь одни надъ плоскими крышами другихъ. Съ запада, у самой махи, находится маленькое, но глубокое ущелье Ая-када, соединяющееся здѣсь съ оврагомъ Мильсаджъ-када , который далѣе, сворачивая немного къ югу, получаетъ названіе Kалснаула-када, изъ которыхъ каждый, даже самый незначительный, имѣетъ особое названіе. Первый, находящийся насупротивъ деревни — Таласъ, слѣдующій, правѣе, Алла-Коверхла. далѣе Энцима и высокая Харxараша . Склоны этихъ горъ мѣстами вспаханы, мѣстами - же обросли густымъ, разнороднымъ кустарникомъ
В 1975 году в состав села включено село Гумлизимахи.